# Pusiola verulama
Pusiola verulama là một loài bướm đêm thuộc phân họ Arctiinae, họ Erebidae.